# David Abercrombie
David Abercrombie (ur. 19 grudnia 1909, zm. 4 lipca 1992 w Edynburgu) – brytyjski fonetyk i fonolog. w 1963 r. uzyskał tytuł profesora fonetyki. Był specjalistą w zakresie transkrypcji fonetycznej.

## Życiorys
Był synem poety Lascellesa Abercrombiego. Wykształcony w University of Leeds, University College London i na Sorbonie. Uniwersyteckie doświadczenie z dziedzinie fonetyki zdobywał jako student podyplomowy na UCL, pod opieką Daniela Jonesa. Do momentu wybuchu wojny był lektorem języka angielskiego w London School of Economics, do której powrócił na 2 lata po zakończeniu drugiej wojny światowej. Podczas wojny pracował w Atenach, w Kairze i na Cyprze, częściowo dla British Council. Był również cenzorem w Control Headquarters of Angloegyptian Censorship i krótko w British Army.
Po wojnie w !947 roku został lektorem fonetyki na University of Leeds, w 1948 roku uzyskał posadę na University of Edinburgh. Jego zainteresowania naukowe obejmowały historię fonetyki, rytm mowy, studia nad jakością głosu ludzkiego oraz nauczanie języka angielskiego jako obcego (ELT). W 1967 roku wydał Elements of General Phonetics, który był podręcznikiem akademickim co najmniej 25 lat.